# Soeiro Viegas
D. Soeiro Viegas (? - Lisboa, 9 de Janeiro de 1232) foi o quarto Bispo de Lisboa após a restauração da diocese em 1147.

## Biografia
D. Soeiro Viegas ascendeu à cátedra episcopal olissiponense em 1210, tendo-se tornado um dos conselheiros favoritos de D. Afonso II de Portugal (subido ao trono em 1211), tendo auxiliado o novo monarca nas disputas que o opuseram às suas irmãs D. Mafalda, D. Sancha e D. Teresa. Nesse sentido, como as irmãs do rei apresentaram queixa ao Papa Inocêncio III, o rei enviou a Roma D. Soeiro Viegas a fim de o representar na sua causa, tendo conseguido resolver, com admirável talento, a situação em favor do rei.
Na sua jornada até Roma, teria contactado com três exemplos de santidade que se começavam a manifestar nos meados do Renascimento dos Séculos XII-XIII: São Domingos, São Francisco de Assis e São Boaventura; a este último teria mesmo feito saber as acções praticadas pelo seu conterrâneo Fernando Bulhões, duas décadas mais tarde canonizado como Santo António de Lisboa (ou de Pádua).
Em 1217, aproveitando o atracar de uma frota de cruzados a Lisboa, convidou-os a atacar o poderoso porto muçulmano de Alcácer do Sal, a partir do qual os almóadas procediam a várias investidas sobrea a costa portuguesa. Auxiliado assim pelos cruzados e por uma força de cavaleiros da Ordem de Santiago, comandou pessoalmente a expedição (dada a doença do rei, que lhe impedia do manejo das armas), tendo o castelo de Alcácer caído em 18 de Outubro daquele ano.
Com a subida ao trono do novo rei, Sancho II de Portugal, em 1223, ainda relativamente jovem, iniciou-se um período de relativa anarquia patrocinado pelos filhos segundos da nobreza, homens desprovidos de riqueza, desejosos de cometer feitos militares, e pilhando frequentemente os bens eclesiásticos para sobreviver. Por esse motivo, D. Soeiro viu-se obrigado a abandonar a sua diocese, tendo deslocado-se em peregrinação ao estrangeiro, donde só voltou com a ajuda do Papa Gregório IX.
Há quem afirme que, para o fim da vida, renunciou ao bispado para tomar o hábito de São Domingos, que conhecera durante a sua primeira viagem a Itália, mas não há provas que o corroborem.
D. Soeiro Viegas faleceu em 9 de Janeiro de 1232, tendo sido sepultado na Sé de Lisboa.